# Sistema Trompowsky
Il sistema Trompowsky, detto anche attacco Trompowsky, è un'apertura di scacchi che prende il nome dal campione brasiliano Octávio Trompowsky (1897–1984), che lo introdusse negli anni '30 e lo giocò spesso nella sua carriera.
È caratterizzato dalle mosse: 
1. d4 Cf6
2. Ag5

Questa mossa del Bianco mira a cambiare un alfiere per il cavallo del Nero danneggiando la struttura dei pedoni neri. Viene giocata di rado data la continuazione 2. ...Ce4 che porta il Nero ad un istantaneo contrattacco.
Dopo un lungo periodo di oblio, questa apertura è stata riportata in auge dal Grande Maestro britannico Julian Hodgson negli anni '90. 
È stata giocata dal Campione del Mondo Magnus Carlsen nella prima partita del Mondiale 2016 contro Sergej Karjakin.
Tra gli altri grandi maestri che la adottano spesso il GM serbo Igor Miladinović, che ha ottenuto con essa numerosi successi.
Un'apertura che sviluppa idee molto simili è l'Attacco Hodgson (dal britannico Julian Hodgson), caratterizzato dalle mosse: 1. d4 d5 2. Ag5.

## Continuazioni
La risposta più forte da parte del Nero dopo il tratto 2. Ag5 è 2. ...Ce4, a questo punto il Bianco dispone di due continuazioni: 
- (a) 3. Ah4
- (b) 3. Af4

Le altre mosse lasciano un buon gioco al Nero.
Ecco di seguito alcuni sviluppi:
- 3. Ah4 c5 4. f3 g5 5. fxe4 gxh4 6. e3 Ah6 7. Rf2! cxd4 8. exd4 Db6 9. Cc3 e6 10. Cf3 Cc6 11. Ab5 Tf8 12. Tb1 - il bianco è in lieve vantaggio.
- 3. Af4 c5 4. f3 Da5+ 5. c3 Cf6 6. d5 Db6 7. Ac1 e6 8. c4 exd5 9. cxd5 c4 10. e3 Ac5 11. Rf2 0-0 12. Axc4 d6 13. Ce2 Cbd7 14. Cc3 Ce5 15. Ca4 Db4 16. b3 Cxc4 17. bxc4 Dxc4 18. Cxc5 Dxc5 19. Cf4 - il bianco è in leggero vantaggio.
- 3. Af4 d5 4. e3 c5 5. Ad3 Cf6 6. dxc5 Cc6 7. Ab5 e6 8. Axc6 bxc6 9. b4 a5 10. c3 Aa6 11. Ce2 Ch5 12. Ag3 Cxg3 13. hxg3 Dc7 14. Cd2 g6 15. Cb3 axb4 16. cxb4 Ag7 - il nero è lievemente preferibile.